# Gottfrid Kallstenius (konstnär)
För språkmannen, se Gottfrid Kallstenius (filolog).

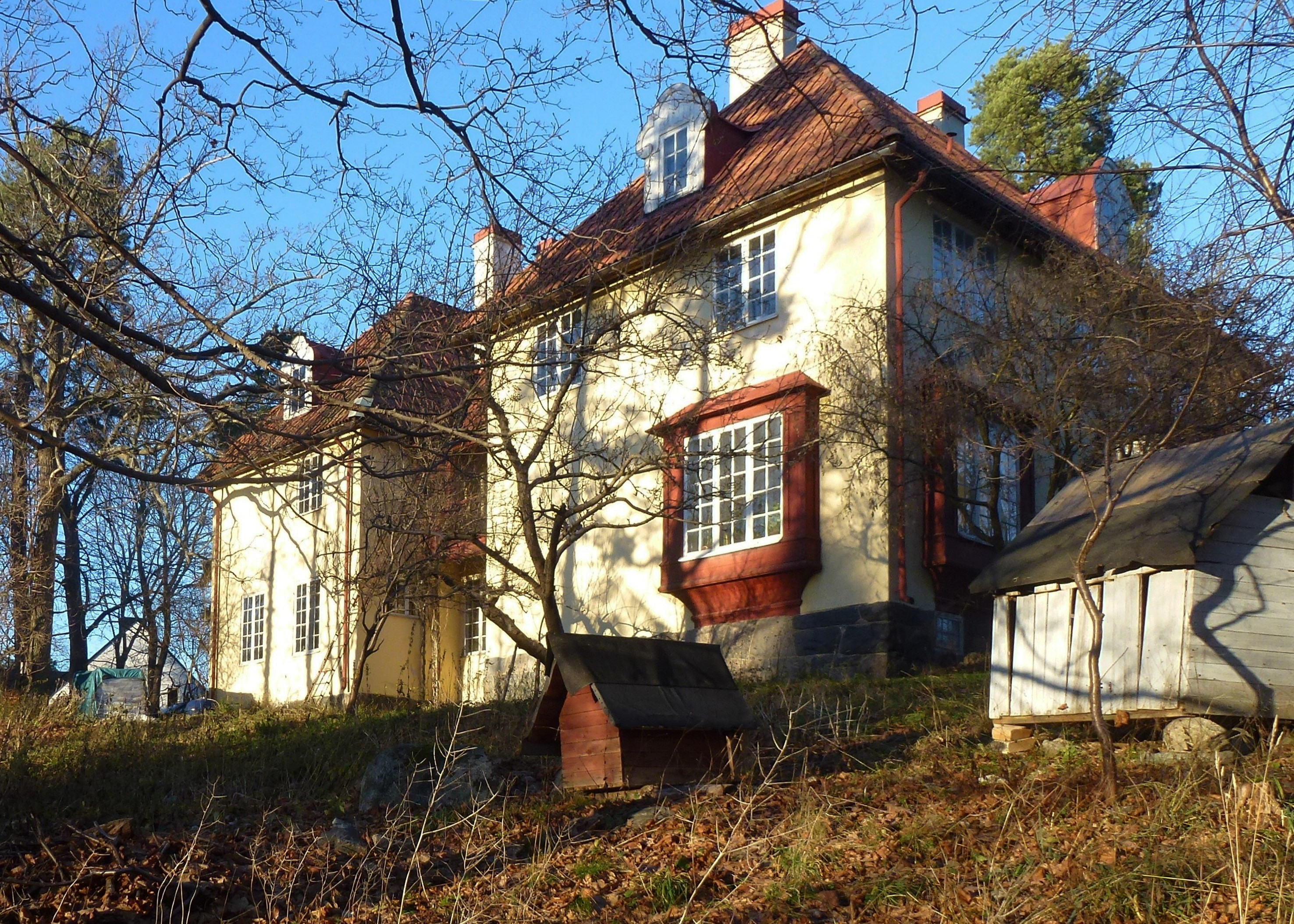
Villa Kallstenius, 2013.

Gottfrid Samuel Nikolaus Kallstenius, född 13 juli 1861 i Västervik, död 26 maj 1943 i Storängen i Nacka, var en svensk konstnär, författare och akademiker.

## Biografi

### De tidiga åren
Gottfrid Kallstenius far, Gustaf Samuel, föddes i värmländska Filipstad, men utsågs till att bli en av landets första telegrafdirektörer, varpå han stationerades i Västervik. Den småländska staden invid Tjusts skärgård blev så Kallstenius hemstad. Hans mor, Emma Johanna (née Hammarström), föddes på Horns Kungsgård på Öland.
Kallstenius hade fyra småsyskon: Axel, zoologen Evald Götrick, skulptrisen Anna och en syster som avled efter endast en dag när han var två år.
Sina inledande skolår tillbringade Kallstenius vid Västerviks respektive Linköpings högre allmänna läroverk. Studentexamen togs 1880. Från hösten samma år fram till mars 1883 läste han därefter medicin, klassiska språk, litteraturhistoria samt estetik vid Uppsala universitet. Studierna kom dock att avbrytas hastigt när han insjuknade svårt i reumatisk feber. Efter tillfrisknandet fick han sin fars tillåtelse att följa sin önskan att i stället utbilda sig till konstnär. Han begav sig därmed till Stockholm, vilket skulle bli hans fasta punkt livet ut.
Efter förberedande studier 1883 vid Tekniska skolan samt Edvard Perséus målarskola antogs Kallstenius hösten 1884 till Konstakademien. Utbildningen fullbordades 1888 efter att han erhållit den hertigliga medaljen för målningen September (1886) och den kungliga medaljen för Kyrkogården i Västervik, även kallad Kyrkogård i sommarsol (1887). Till de mer namnkunniga studiekamraterna vid Akademien hörde Gerda Roosval, Carolina Benedicks-Bruce, Hanna Pauli (född Hirsch), Lotten Rönquist, Hilma af Klint, Agnes de Frumerie (född Kjellberg), Anshelm Schultzberg, Verner Åkerman och Anton Genberg.

### Vidareutbildning i Frankrike och Italien
I juli 1891 gifte Kallstenius sig med konstnären Gerda Roosval. Efter att Kallstenius erhållit Konstakademiens stora resestipendium begav sig paret senare under sommaren till Paris för vidare utbildning. Fram till november 1891 kom de att vistas i Le Pouldu, Bretagne, där för övrigt Paul Gauguin verkat året innan. Under senhösten 1891 fram till våren 1892 bodde de åter i Paris. Under en tid i den franska huvudstaden studerade Kallstenius för Raphaël Collin. Våren 1892 bosatte sig makarna Kallstenius på Madame Chevillons Hôtel Seine et Marne (numera Hôtel Chevillon) i Grèz-sur-Loing. Kallstenius målade under denna tid bland annat Tvätterskor, Grèz samt Ung kärlek. I februari 1893 reste han vidare till Italien där han kom att verka fram till sommaren 1894.
I Italien intresserade sig Kallstenius bland annat för monumentalutsmyckning och började i Siena ingående studera senmedeltida utsmyckningar, både teoretiskt och genom kopiering med särskild inriktning på alfrescomålning. Utlandstiden kom att avslutas sommaren 1894 efter ett kortare stopp i Frankrike. 
Någon gång under 1892–1893 omkom Kallstenius kvarvarande bror, Evald Kallstenius, under en forskningsexpedition till Ellesmereön i arktiska Kanada.

### Senare liv och verk
Efter hemkomsten från kontinenten verkade makarna Kallstenius på Borsö i Trosa skärgård somrarna 1895 och 1896. 1899 hyrde de en tid ett sommarnöje i Klintehamn på Gotland.
Efter två somrar som hyresgäster lät makarna 1904 uppföra sommarvilla i Källvik vid Tjusts skärgård. Trakten var Gottfrid bekant sedan 1883 då han återhämtade sig från reumatisk feber i den lilla brunnsorten. Källvik ligger dessutom endast 6 mil från hans födelsestad Västervik. Från Källvik kom han att hämta motiv till en stor del av sin produktion fram till bortgången 1943.
Efter att ha bott på ett par olika adresser i centrala Stockholm lät makarna 1906 uppföra en villa (Villa Kallstenius) på Krokvägen 1B i Storängen, Nacka, där familjen slog rot. Huset ritades av arkitekten Gustaf Petterson.  
Kallstenius innehade mellan januari 1898 och januari 1904 konstnärsarvode med skyldighet att undervisa i dekorativ konst vid Konstakademien. År 1900 blev han vald till ledamot av Akademien. Han uppfördes den 24 januari 1910 i första förslagsrummet till en professur i landskapsmålning vid samma institution, men kom att återta sin ansökan. I oktober samma år blev han lärare i dekorativ konst vid Akademien. 1912 utsågs Kallstenius till vice professor i dekorativ konst.
Som målare övergick Kallstenius tidigt från realism till stämningsmåleri och hittade sedan en svenskt romantisk ton, ofta med solnedgångar och solbelysta kustlandskap.
Han utförde flera monumentala målningar, ibland med religiösa motiv såsom altartavla och utsmyckningar av predikstolen i Sankt Petri kyrka, Västervik, och ibland med motiv från svenska näringar såsom i väggmålningarna i Rederi AB Nordstjernans hus vid Stureplan, Stockholm. Han komponerade även mosaikutsmyckningen på Konstnärshusets fasad på Smålandsgatan 7 i Stockholm.. Därtill utförde han en stor landskapsmålning till Dramatens foajé. 
Bland hans övriga målningar märks Skogskärr (1891), Den Saliga (1901–1909), inspirerad av Dante Gabriel Rossettis dikt The Blessed Damozel, Liljor och aftonluft (1902), Elysium (1914), Mästaren kommer (1926), som tog honom mer än 25 år att fullborda, Månskensnatt (1899 – inköpt av Nationalmuseum) med motiv från Klintehamn, Efter solnedgången (Nationalmuseum) samt Småland.
Utöver Nationalmuseum är Kallstenius representerad på ett flertal svenska konstmuseer, däribland Norrköpings konstmuseum och Göteborgs konstmuseum. Hans verk förekommer även i en rad museisamlingar i Europa, Syd- och Nordamerika.
Kallstenius framträdde även som författare av handböcker i oljemålning: Oljemåleriet, färgstoff och bindämnen (1913) följd av Handbok i oljemålning (1915), vilken utkom i ytterligare 11 upplagor, varav den sista 1958. Han verkade även inom andra områden med verk såsom Dikter och hugskott (1917) och Konsten, dess väsen och betydelse (1931). Kallstenius var dessutom ledamot av Kungliga Musikaliska Akademien.
Under sin levnad var han synnerligen aktiv inom föreningslivet. Inte minst utgjorde han en drivande kraft inom Svenska Konstnärernas Förening från dess stiftande 1890. Åren 1899 till 1910 tjänade han som föreningens sekreterare och därefter som hedersledamot.
Gottfrid Kallstenius och Gerda Roosval-Kallstenius fick två söner och en dotter. Den äldre sonen John Kallstenius föddes 1892 i Grèz-sur-Loing, Frankrike, och blev verksam som advokat; den yngre, Evald Kallstenius, blev liksom föräldrarna konstnär. Dottern Gullveig Kallstenius föddes 1900 och var sångpedagog.

### Materialforskning
Kallstenius forskade kring färgernas äkthetsegenskaper och blev jämte vännen Akke Kumlien en auktoritet inom området. Kallstenius var initiativtagare till och återkommande kontrollant av Beckers normalfärgsserie, som började produceras 1912 med syftet att förse konstnärer med pålitliga och hållbara pigment. Som omnämnt ovan skrev han även handböcker i oljemålning. Hans eget råd om en lämplig uppsättning pigment för nybörjare är:
Blyvitt (alternativt zinkvitt eller titanvitt), ljust kadmiumgult, mörkt kadmiumgult, ljusockra, guldockra, bränd terra di Sienna, engelskt rött, mörk krapplack, cinnober (alternativt kadmiumrött), koboltblått, ultramarin, smaragdgrönt och svart.

## Bildgalleri

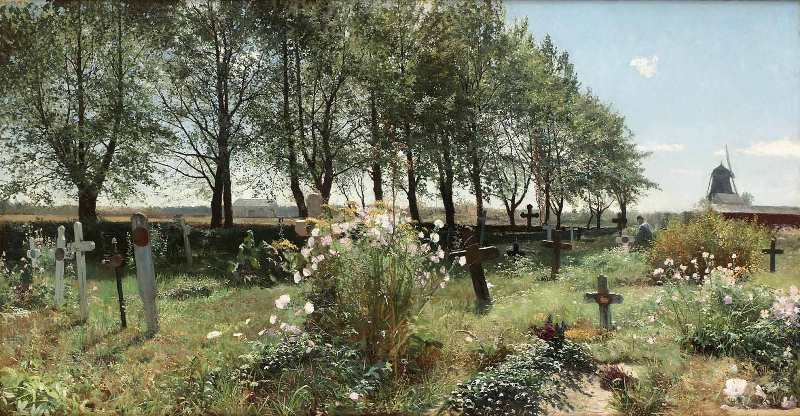
Kyrkogården i Västervik (1887)
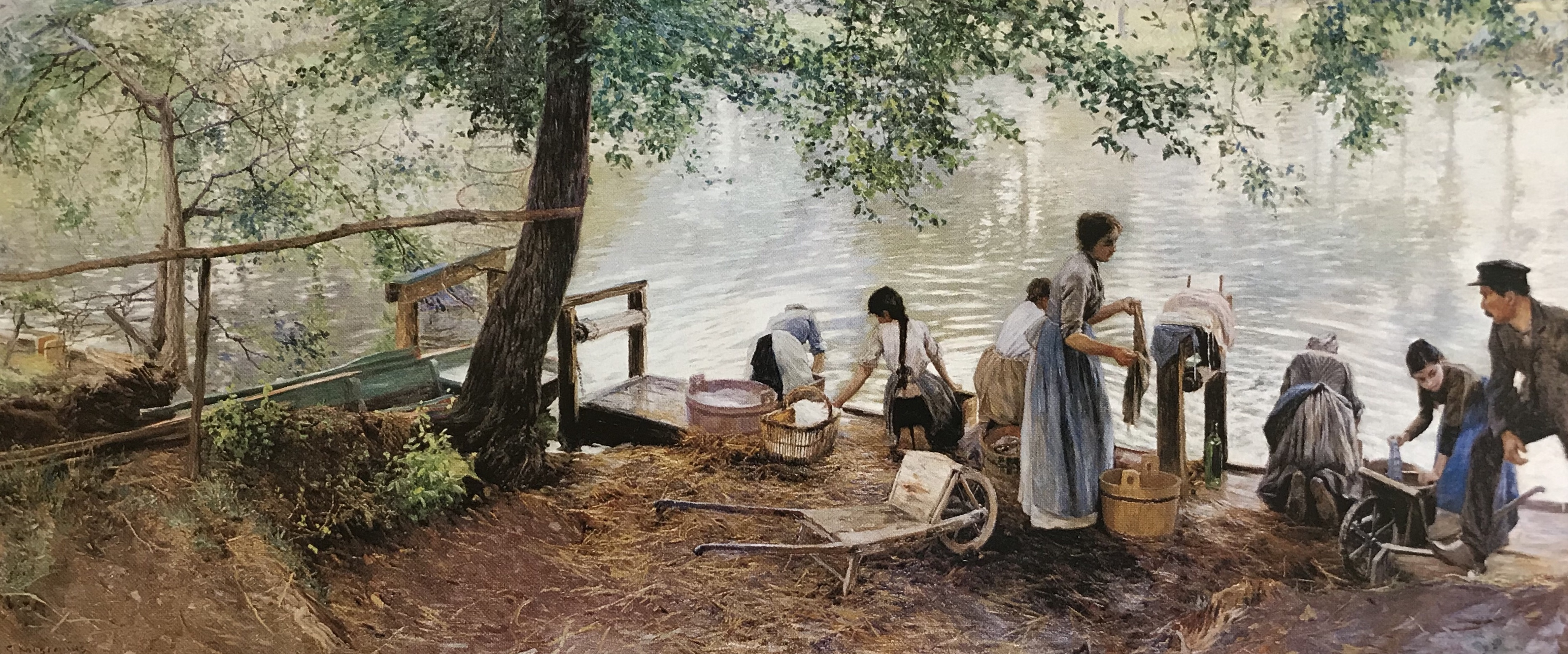
Tvätterskor, Grèz (1892)
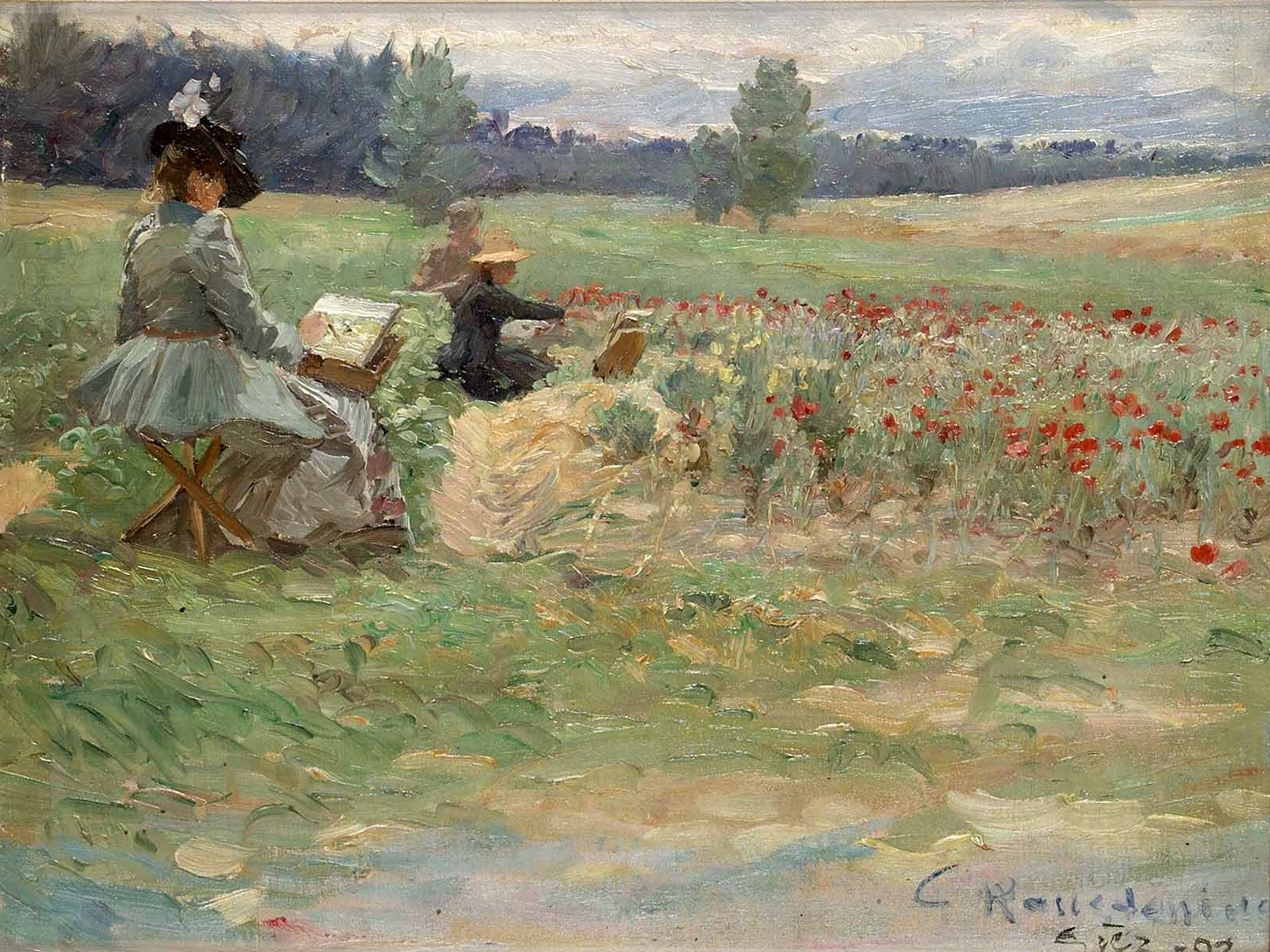
Gerda, Lotten Rönquist, Waldemar Nyström målar en studie. Grèz (1892)
Efter solnedgången (1907)
Mot skymningen. Källvik (1908)
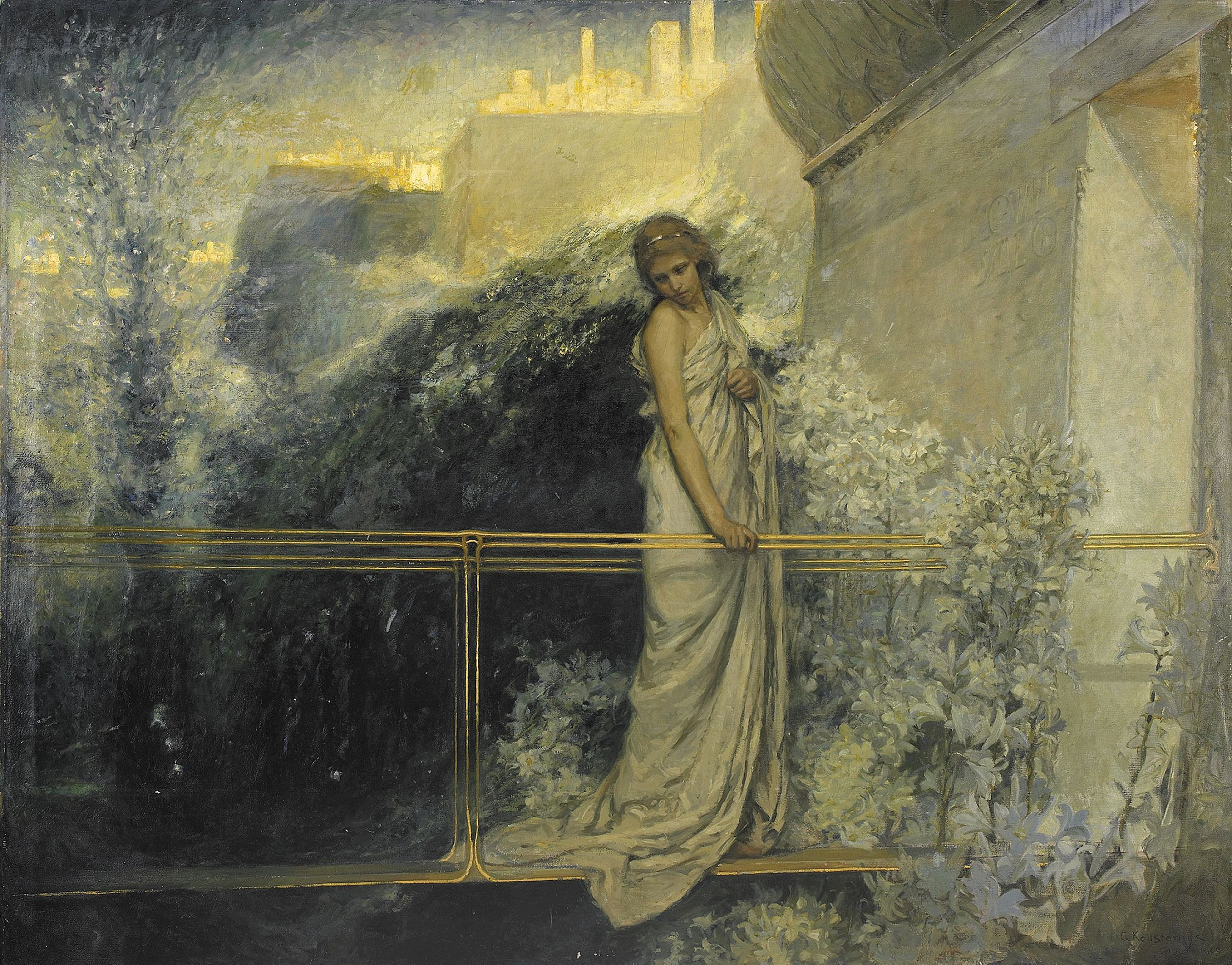
Den saliga (1901–1909)
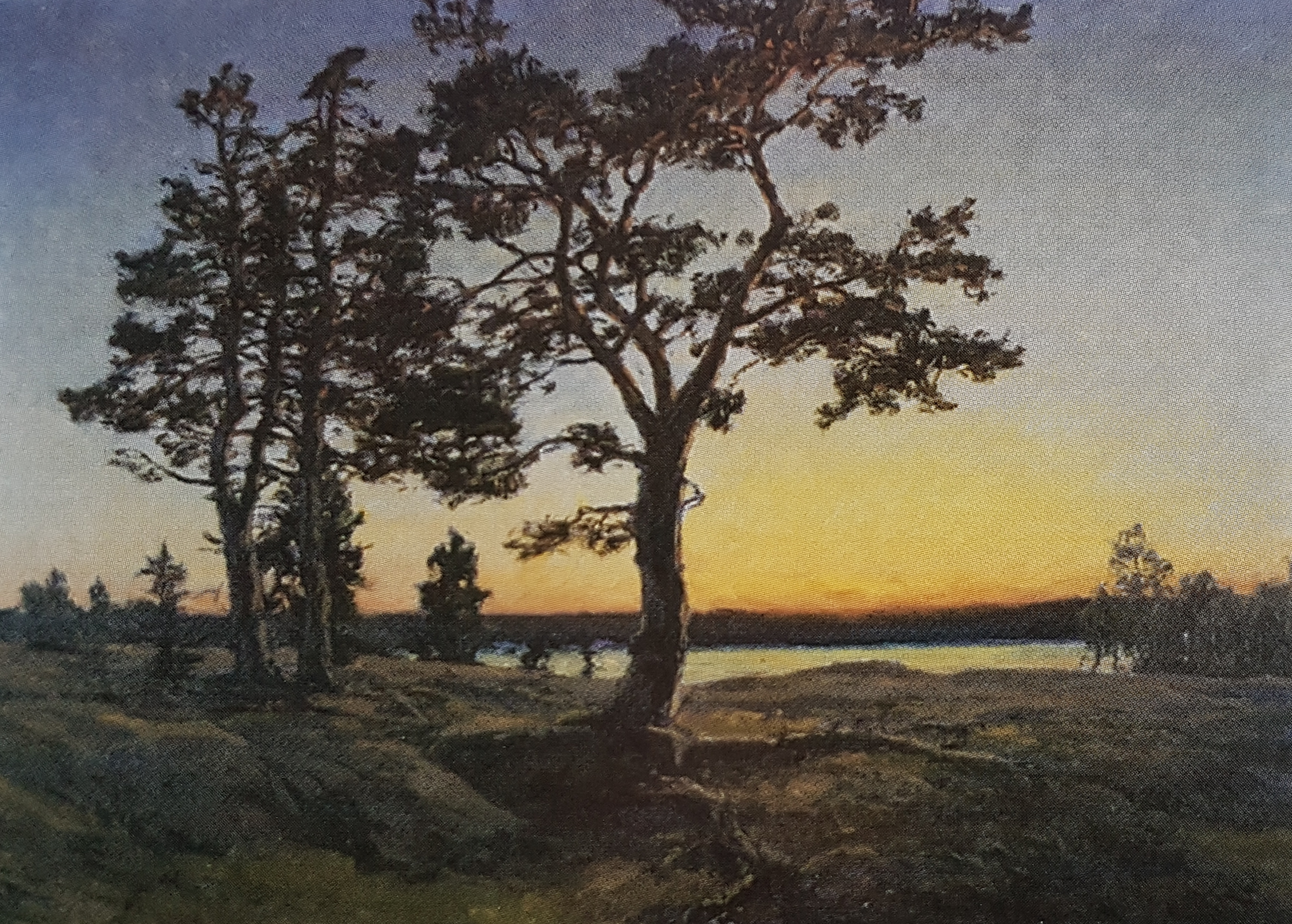
Kustlandskap, Tjust skärgård (u. å.)
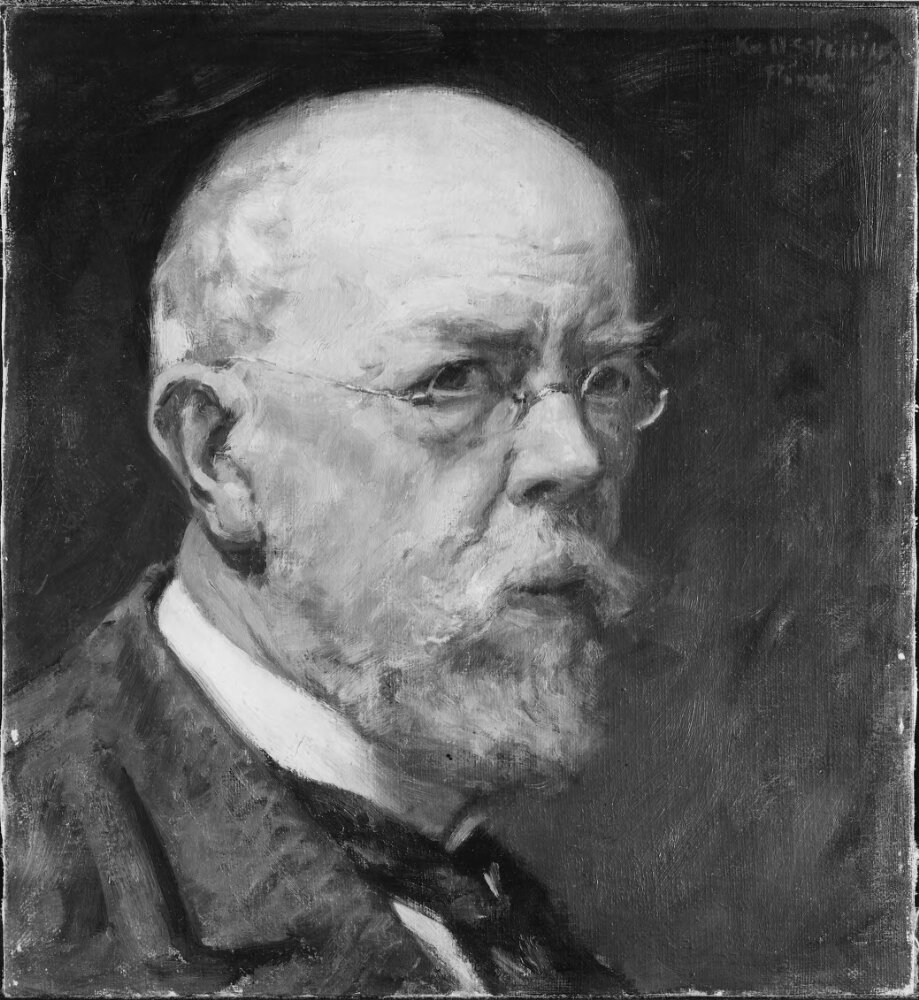
Självporträtt (1925)
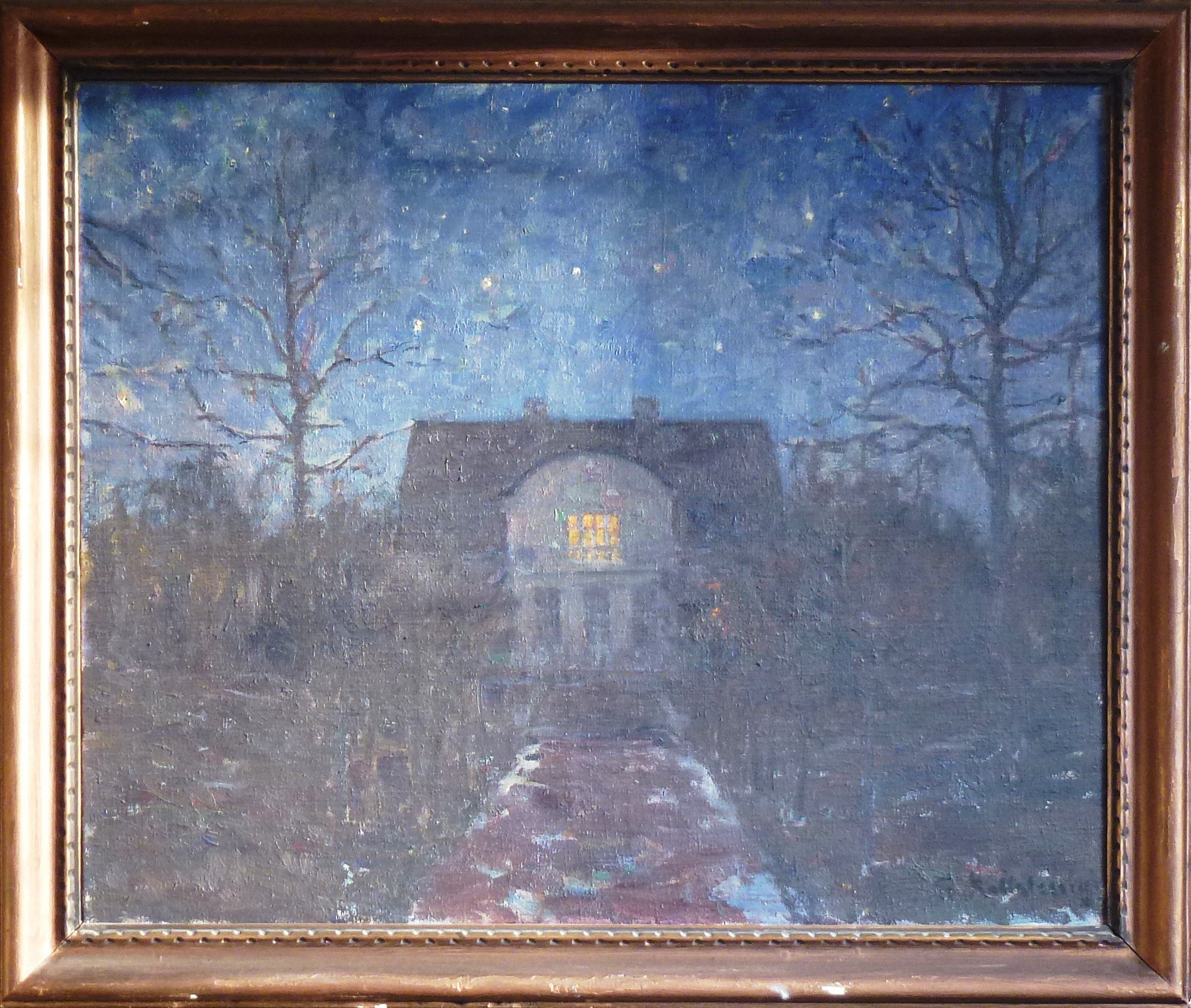
Villa Wahlström i Storängen, Nacka (u. å.)
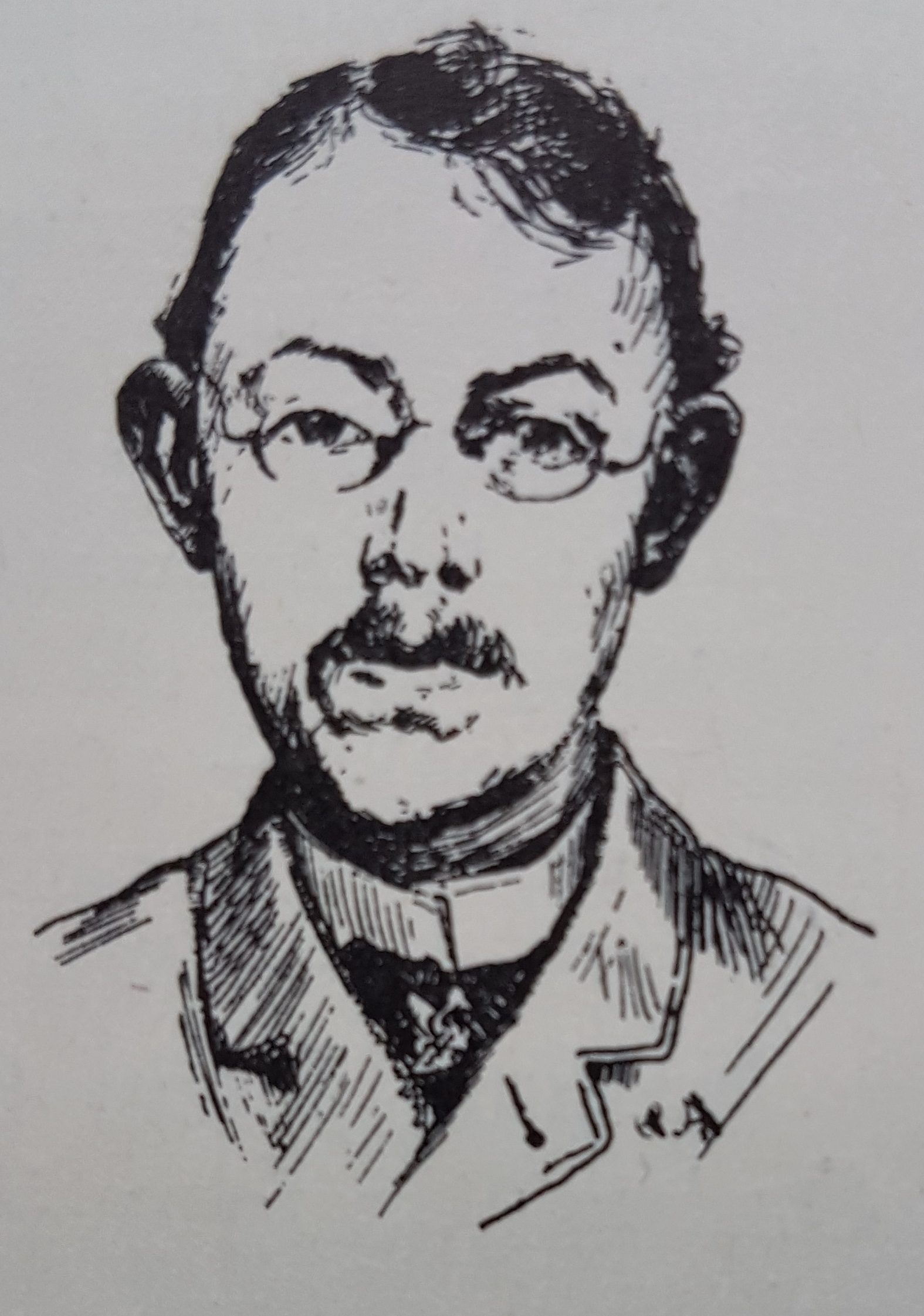
Gottfrid Kallstenius, ur Palettskrap 1887 (utförd av Caleb Althin)
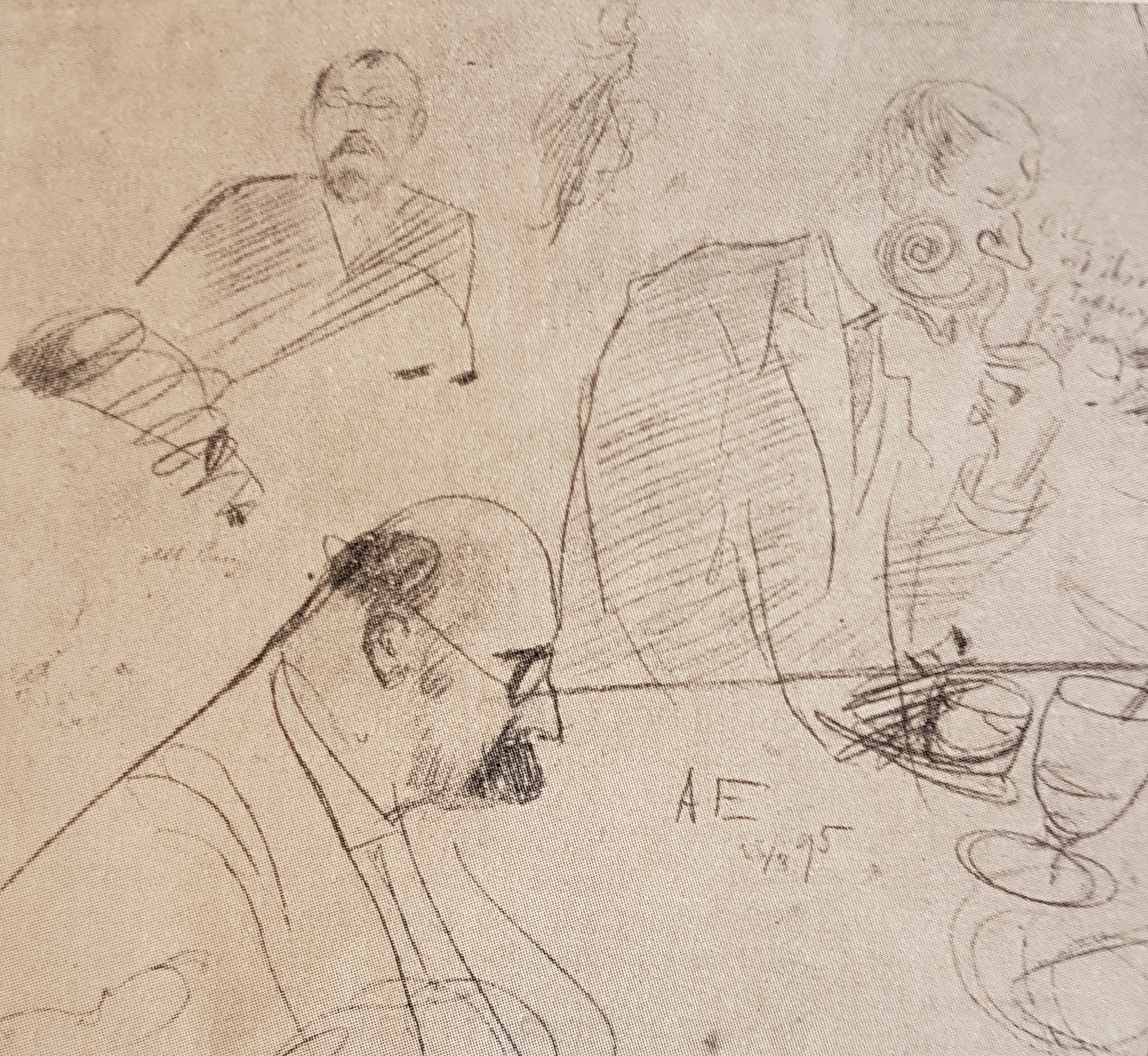
Albert Berg, Gottfrid Kallstenius och Carl Larsson, Konstnärsklubben 1895 (utförd av Albert Engström)

### Redaktör
- Ritkurs för Sveriges barndomsskolor. Tecknad av konstnären John Bauer. Stockholm: Skolboks Aktiebolaget De Förenade. 1913. Libris 1629490